# Sebastián Bértoli
Sebastián Hernán Bertoli (Paraná, 16 ottobre 1977) è un ex calciatore argentino, di ruolo portiere.

## Carriera
Ha trascorso 16 anni tra le file del Patronato, con cui ha disputato complessivamente oltre 500 presenze, riuscendo a segnare 16 gol.